# Brachystomella contorta
Brachystomella contorta är en urinsektsart som beskrevs av Denis 1931. Brachystomella contorta ingår i släktet Brachystomella och familjen Brachystomellidae. Inga underarter finns listade.